# Ianculești (okręg Giurgiu)
Ianculești – wieś w Rumunii, w okręgu Giurgiu, w gminie Stoenești. W 2011 roku liczyła 267 mieszkańców.